# Gefecht bei Vejle
Missunde • Königshügel • Danewerk • Schlei • Oeversee • Jütland • Vejle • Jasmund • Düppeler Schanzen • Fredericia • Helgoland • Alsen • Lundby • Nordfriesische Inseln
Durch das Gefecht bei Vejle im Deutsch-Dänischen Krieg wurde 1864 die Festung Fredericia eingeschlossen.

## Verlauf

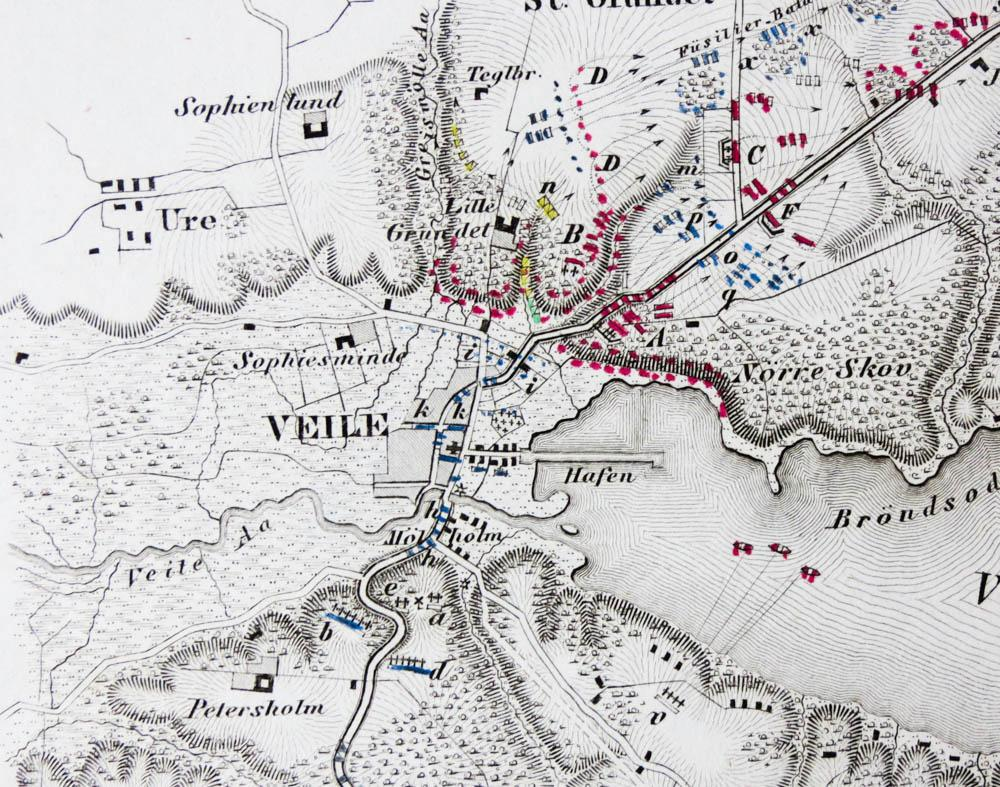
Karte mit den Stellungen im Verlauf des Gefechtes

Um 6 Uhr morgens setzte sich das österreichische II. Korps unter Führung von Ludwig von Gablenz von Kolding in Richtung Vejle in Marsch. Die 1. Division  (Brigade Nostiz und Gondrecourt) führte er selbst, die 2. Division (Brigade Tomas und Dormus) standen unter der Führung von Erwin von Neipperg. Da die Dänen in der Kolding Au das Wasser aufgestaut hatten, erreichte die zweite Division im Laufe des Tages nicht das Marschziel Vejle. Um 11 Uhr stieß man auf den Feind und es entwickelte sich ein Kavalleriegefecht, indem die österreichischen Windisch-Graetz-Dragoner in einem Gefecht mit dänischen Dragonern zunächst zurückgeworfen wurden. Um 13 Uhr erreichte die 1. Division die südlichen Wälder der Stadt, heute Parks: Pedersholm, Sønderskoven, Mølholm und sammelten sich dort. Auf der nördlichen Seite der Stadt führt die Straße nach Horsens durch eine Schlucht, die von beiden Seiten durch Anhöhen begrenzt wird. Auf diesen Höhenzügen hatten sich das 1.-, 11.- und 7. Infanterieregiment der 4. dänischen Division zuzüglich zwei Batterien Feldartillerie verschanzt. Da der Bach ebenfalls angestaut war, blieb in der Schlucht nur eine schmale Line längs der Hauptstraße passierbar, die aber vollkommen durch die Artillerie bestrichen wurde.  Dennoch wurde der Angriff gewagt. Das 1. Bataillon vom Infanterieregiment "Hessen" stieg jetzt von Petersholm kommend, die entgegengesetzte Seite des Waldhügels hinab. Die dänische Batterie auf dem gegenüberliegenden Höhenzug versuchte mit verheerenden Schrapnellfeuer das Vordringen zu hindern. Dennoch erreichte das Bataillon ohne jegliches Zögern die Barrikaden der Stadt. Es entspann sich nun ein lebhaftes Straßengefecht.  Um 16 Uhr war die Stadt genommen. Das 2. Bataillon und das Jäger-Bataillon verstärkten jetzt die Angreifer, das nicht im Gefecht gestandene Infanterieregiment "König der Belgier" besetzte den Marktplatz. Ludwig von Gablenz überzeugte sich über den Erfolg, kam aber bald zur Einsicht, dass die Stadt nur dauerhaft zu halten sei, wenn die nördlichen Höhenzüge der Stadt auch vom Feind gesäubert seien. Als nun unmittelbar die Brigade Gondrecourt (Regiment Martini und das Regiment König von Preußen) eintrafen, begann der Angriff auf die dominierenden nördlichen Höhenzüge. Zwei österreichische Batterien mit 8 Pfündern begannen um 16:30 Uhr mit dem Feuer auf die feindlichen Stellungen. Das 9. und 18. Jägerbataillon erhielten Befehl in nördlicher Richtung vorzugehen und die rechte Flanke des Feindes bei Sophienlund zu besetzen. Die Dänen hatten aus schwer nachvollziehbaren Gründen gerade diesen Abschnitt nicht besetzt. Dass sie jetzt versuchten das Versäumte nachzuholen, kam zu spät. Dieses Manöver entschied nun das Gefecht und das 9. Jäger-Bataillon nahm die Höhe nach kurzem Kampf.

„Da hielt der Feind nicht länger Stand und begann eiligst Fersengeld zu geben. Er hatte schwere Verluste gehabt, obschon den Oesterreichern, die nur 4000 Mann zählten, fast um die Hälfte überlegen und in einer außerordentlich günstigen Stellung, die er für unnehmbar gehalten haben mochte.“

 Um 17:30 wurde der Angriff auf die gesamte Front befohlen. Hier zogen nun die Verteidiger den Nutzen auf ihrer vorteilhaften Stellung. Der Abhang bot ihnen ein freies Schussfeld und in den Schützenlinien gesichert konnten sie ihre Gewehre auf die Brustwehr ablegen, was den Österreichern viele Verluste eintrug. Dennoch stürmten sie weiter vorwärts. Der Zufall wollte es, dass sich hier genau die gleichen Formationen gegenüberstanden, wie bei der Schlacht von Oeversee. Allerdings war der Kampf nicht so verlustreich. Die geschlagenen Dänen zogen sich in Richtung Horsens zurück. Eine energische Verfolgung war nicht möglich, weil zum einen die Dunkelheit einsetzte und zum anderen waren die österreichischen Truppen erschöpft. Waren Sie doch am Morgen des Tages um 3 Uhr aufgebrochen und hatten zum Anmarsch auch noch ein langes Gefecht mit Ansturm auf hoch liegende Stellungen hinter sich gebracht.

## Bedeutung des Gefechtes
Dieses Gefecht war unabhängig von seiner Größe und Umfang bedeutend: Die Stadt liegt am Vejle Fjord und ist Teil des sogenannten Dreiecks Fredericia-Kolding-Vejle und zerteilte damit die Streitmacht der Dänen in zwei Teile: Die eine Hälfte (fünf Regimenter) stand nun südöstlich vor der Festung Fredericia. Die andere Hälfte (drei Regimenter Infanterie und drei Regimenter Kavallerie) stand nun verstreut in Jütland. Damit war der Weg frei zur Eroberung der Festung Fredericia und zum anderen auch der Einnahme von Jütland. Um sich darüber Gewissheit zu verschaffen, drang Gablenz in den nächsten Tagen von Vejle in Expeditionen nach Horsens, Skanderborg, Silkeborg und Aarhus. Nirgends sah man etwas vom verschwundenen Feind. Man brachte schließlich mit Mühe in Erfahrung, dass der dänische General in Skanderborg seine Truppen geteilt hatte. So verblieb man in Vejle als Basis für weitere Operationen gegen die Festung.